# Lijn 5 (metro van Madrid)
Lijn 5 is een metrolijn in de Spaanse hoofdstad Madrid. De groene lijn werd geopend op 6 juni 1968. Lijn 5 telt 32 stations en heeft een lengte van 23,2 km.

## Stations
| Station            | Overstappunt | Foto * | Type                 | Geopend           | Ligging                       | Stadsdeel           |
| ------------------ | ------------ | ------ | -------------------- | ----------------- | ----------------------------- | ------------------- |
| Alameda de Osuna   |              | 1100 ! | kuip                 | 24 november 2006  | 40° 27′ 23″ NB, 3° 35′ 14″ WL | Barajas             |
| El Capricho        |              | 1110 ! | kuip                 | 24 november 2006  | 40° 27′ 10″ NB, 3° 35′ 39″ WL | Barajas             |
| Canillejas         |              | 1120 ! | enkelgewelfdstation  | 18 januari 1980   | 40° 25′ 58″ NB, 3° 36′ 29″ WL | San Blas-Canillejas |
| Torre Arias        |              | 1130 ! | enkelgewelfdstation  | 18 januari 1980   | 40° 26′ 38″ NB, 3° 37′ 1″ WL  | San Blas-Canillejas |
| Suanzes            |              | 1140 ! | enkelgewelfdstation  | 18 januari 1980   | 40° 26′ 27″ NB, 3° 37′ 36″ WL | San Blas-Canillejas |
| Ciudad Lineal      |              | 1150 ! | enkelgewelfdstation  | 28 mei 1964       | 40° 26′ 17″ NB, 3° 38′ 17″ WL | Ciudad Lineal       |
| Pueblo Nuevo       |              | 1160 ! | dubbelgewelfdstation | 28 mei 1964       | 40° 26′ 8″ NB, 3° 38′ 34″ WL  | Ciudad Lineal       |
| Quintana           |              | 1170 ! | enkelgewelfdstation  | 28 mei 1964       | 40° 26′ 1″ NB, 3° 38′ 50″ WL  | Ciudad Lineal       |
| El Carmen          |              | 1180 ! | enkelgewelfdstation  | 28 mei 1964       | 40° 25′ 55″ NB, 3° 39′ 27″ WL | Ciudad Lineal       |
| Ventas             | 02           | 1190 ! | enkelgewelfdstation  | 11 juni 1924      | 40° 25′ 51″ NB, 3° 39′ 49″ WL | Salamanca           |
| Diego de León      | 04 06        | 1200 ! | enkelgewelfdstation  | 17 september 1932 | 40° 26′ 5″ NB, 3° 40′ 29″ WL  | Salamanca           |
| Núñez de Balboa    |              | 1210 ! | enkelgewelfdstation  | 26 februari 1970  | 40° 25′ 59″ NB, 3° 40′ 47″ WL | Salamanca           |
| Rubén Darío        |              | 1260 ! | enkelgewelfdstation  | 26 februari 1970  | 40° 26′ 0″ NB, 3° 41′ 20″ WL  | Salamanca           |
| Alonso Martínez    | 04 10        | 1270 ! | enkelgewelfdstation  | 23 maart 1944     | 40° 25′ 39″ NB, 3° 41′ 45″ WL | Centro              |
| Chueca             |              | 1310 ! | dubbelgewelfdstation | 26 februari 1970  | 40° 25′ 22″ NB, 3° 41′ 51″ WL | Centro              |
| Gran Vía           | 01           | 1320 ! | dubbelgewelfdstation | 17 oktober 1919   | 40° 25′ 12″ NB, 3° 42′ 6″ WL  | Centro              |
| Callao             | 03           | 1400 ! | enkelgewelfdstation  | 15 juli 1941      | 40° 25′ 12″ NB, 3° 42′ 20″ WL | Centro              |
| Ópera              | 02 13        | 1420 ! | enkelgewelfdstation  | 21 oktober 1925   | 40° 25′ 4″ NB, 3° 42′ 36″ WL  | Centro              |
| La Latina          |              | 1760 ! | enkelgewelfdstation  | 5 juni 1968       | 40° 24′ 40″ NB, 3° 42′ 30″ WL | Centro              |
| Puerta de Toledo   |              | 1770 ! | enkelgewelfdstation  | 5 juni 1968       | 40° 24′ 24″ NB, 3° 42′ 41″ WL | Centro              |
| Acacias            | 03           | 1780 ! | enkelgewelfdstation  | 1 maart 1951      | 40° 24′ 18″ NB, 3° 42′ 10″ WL | Centro              |
| Pirámides          |              | 1820 ! | enkelgewelfdstation  | 5 juni 1968       | 40° 24′ 9″ NB, 3° 42′ 41″ WL  | Arganzuela          |
| Marqués de Vadillo |              | 1830 ! | enkelgewelfdstation  | 5 juni 1968       | 40° 23′ 51″ NB, 3° 42′ 58″ WL | Carabanchel         |
| Urgel              |              | 1840 ! | enkelgewelfdstation  | 5 juni 1968       | 40° 23′ 36″ NB, 3° 43′ 25″ WL | Carabanchel         |
| Oporto             | 06           | 1880 ! | enkelgewelfdstation  | 5 juni 1968       | 40° 23′ 19″ NB, 3° 43′ 55″ WL | Carabanchel         |
| Vista Alegre       |              | 2210 ! | enkelgewelfdstation  | 5 juni 1968       | 40° 23′ 20″ NB, 3° 44′ 23″ WL | Carabanchel         |
| Carabanchel        |              | 2220 ! | enkelgewelfdstation  | 4 februari 1961   | 40° 23′ 16″ NB, 3° 44′ 41″ WL | Carabanchel         |
| Eugenia de Montijo |              | 2230 ! | kuip                 | 27 oktober 1999   | 40° 23′ 7″ NB, 3° 44′ 57″ WL  | Carabanchel         |
| Aluche             |              | 2240 ! | viaductstation       | 4 februari 1961   | 40° 23′ 11″ NB, 3° 45′ 38″ WL | Latina              |
| Empalme            |              | 2250 ! | uitgraving           | 4 februari 1961   | 40° 23′ 27″ NB, 3° 45′ 59″ WL | Latina              |
| Campamento         |              | 2260 ! | enkelgewelfdstation  | 4 februari 1961   | 40° 23′ 41″ NB, 3° 46′ 5″ WL  | Latina              |
| Casa de Campo      | 10           | 2290 ! | kuip                 | 22 oktober 2002   | 40° 24′ 11″ NB, 3° 45′ 40″ WL | Latina              |

* De sorteerwaarde van de foto is de ligging langs de lijn